# Quebra-mar

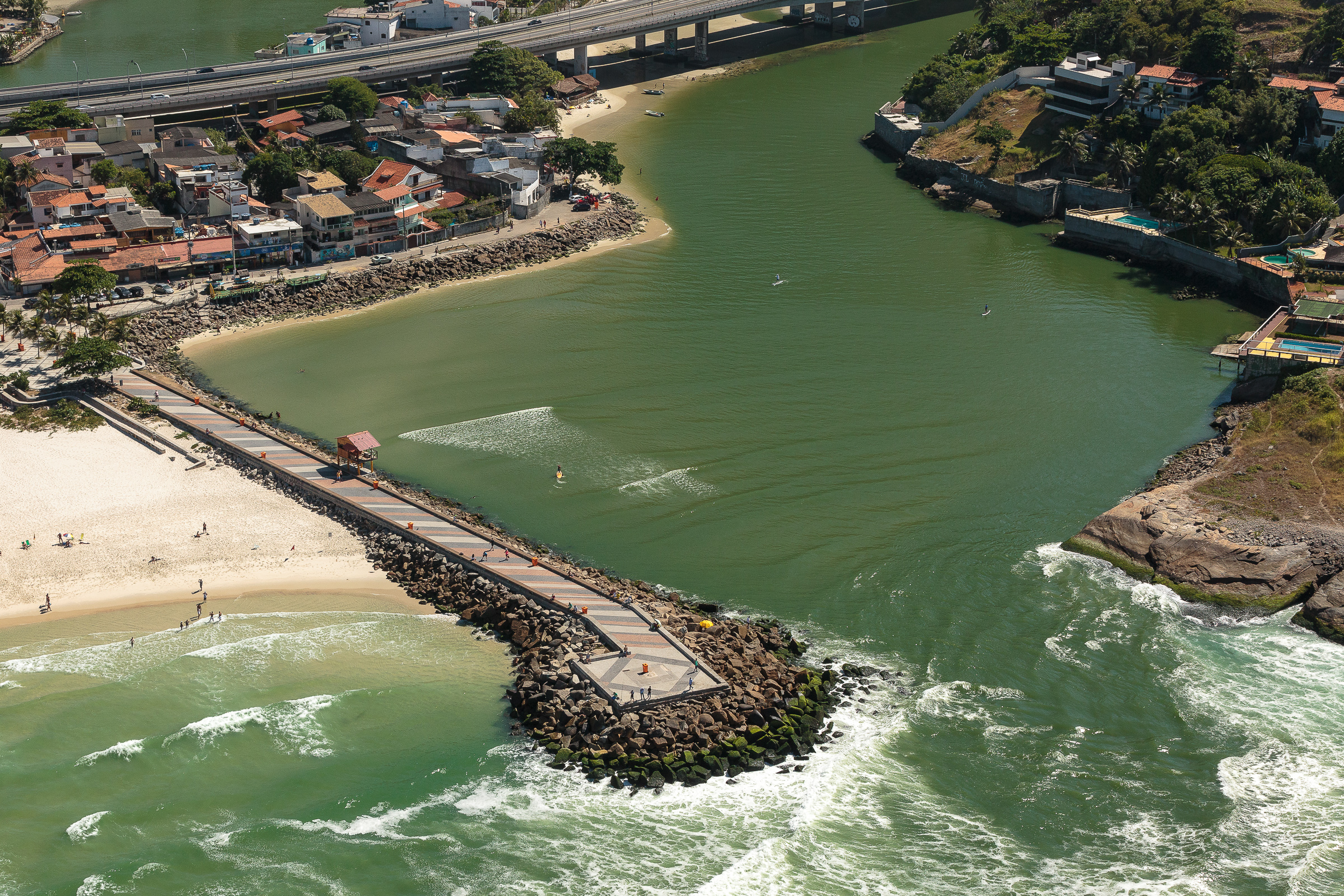
Quebra-mar na Barra da Tijuca - Rio de Janeiro.

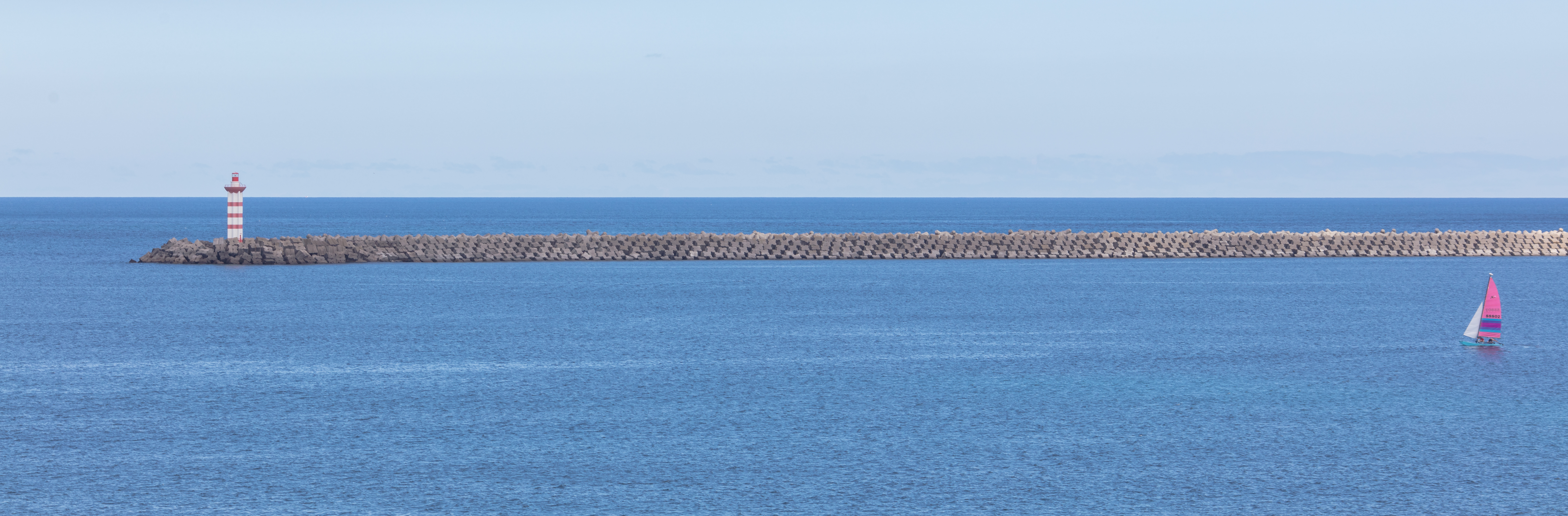
Quebra-mar em Praia da Vitória, Açores (Portugal).

Um quebra-mar ou talha-mar é uma estrutura costeira que tem por finalidade principal proteger a costa ou um porto da ação das ondas do mar.
A estrutura de defesa costeira que se dispõe transversalmente em relação à costa e tem como função a retenção de sedimento de forma a impedir a erosão costeira é designada de esporão. As estruturas que tenham como função assegurar a manutenção de uma barra navegável chamam-se de molhes.
Existe uma diferença fundamental em hidráulica marítima entre quebra-mar, espigão marítimo, dique e molhe. Um quebra-mar possui as duas extremidades dentro d'água, enquanto que um dique possui sempre as duas pontas na terra, e um molhe possui uma extremidade em terra e outra no mar. Apesar desta clara distinção, é muito comum entre leigos a confusão destes termos.
Quebra-mares são normalmente calculados para uma determinada altura de onda com um período de retorno especificado, por especialistas em engenharia hidráulica, recorrendo a modelos físicos e/ou matemáticos.

## Nas pontes
Também é designado de quebra-mar ou mais vulgarmente, em Portugal, talha-mar uma parte dos pilares de pontes que têm a finalidade de aguentar a pressão das águas. São normalmente obras angulares colocadas do lado da corrente, a montante. Quando do lado oposto, a jusante, servem de contrafortes e são também chamados de talhantes.